# ألبرتو ألفاريز دياز
ألبرتو ألفاريز دياز (غواناباكوا، هافانا، 25 يناير 1937- خوانيلو، 1958) مقاتل كوبي شارك في الثورة الكوبية، عضو في حركة 26 يوليو، أصبح فيما بعد قائد الحركة في بلدية ريجلا، هافانا. تم اغتياله مع كلودوميرا أكوستا وليديا دوس من بين الثوار الآخرين في حي خوانيلو، سان ميغيل ديل بادرون.

## الثورة
درس في المدرسة العامة رقم 7 ولاحقًا في رئيس الجامعة ومع ذلك، فقد أُجبر على ترك دراسته لبدء العمل في مصنع للأحذية في غواناباكوا لمواصلة رزقه حيث كان يقود مجموعة من مقاتلي حركة 26 يوليو، والتي أصبح فيما بعد زعيمًا في بلدته اعتقل في خوانيلو عن عمر يناهز 21 عاما. حيث اغتيل لاحقًا مع رينالدو كروز روميو وأونيليو دامبيل رودريغيز وليوناردو فالديس سواريز وليديا دوسي وكلودوميرا أكوستا. 